# Eupogonius subtessellatus
Eupogonius subtessellatus es una especie de escarabajo longicornio del género Eupogonius, tribu Desmiphorini, subfamilia Lamiinae. Fue descrita científicamente por Melzer en 1933.

## Descripción
Mide 8 milímetros de longitud.

## Distribución
Se distribuye por Costa Rica.